# Episodi di Corsie in allegria (prima stagione)
La prima stagione della serie televisiva Corsie in allegria è stata trasmessa in anteprima negli Stati Uniti d'America dalla NBC tra il 14 settembre 1991 e il 2 maggio 1992.
| nº | Titolo originale                      | Titolo italiano | Prima TV USA      | Prima TV Italia |
| -- | ------------------------------------- | --------------- | ----------------- | --------------- |
| 1  | Son of a Pilot                        |                 | 14 settembre 1991 |                 |
| 2  | A Lesson in Life                      |                 | 21 settembre 1991 |                 |
| 3  | This Joint Is Jumpin'                 |                 | 28 settembre 1991 |                 |
| 4  | Coming to America                     |                 | 5 ottobre 1991    |                 |
| 5  | Reversal of Grandpa                   |                 | 12 ottobre 1991   |                 |
| 6  | Mother, Jugs, and Zach                |                 | 19 ottobre 1991   |                 |
| 7  | Dead Nurse                            |                 | 26 ottobre 1991   |                 |
| 8  | Kind, Konsiderate Kare                |                 | 2 novembre 1991   |                 |
| 9  | Begone with the Wind                  |                 | 9 novembre 1991   |                 |
| 10 | An Intern-al Affair to Remember       |                 | 16 novembre 1991  |                 |
| 11 | Seize the Date                        |                 | 23 novembre 1991  |                 |
| 12 | Friends and Lovers                    |                 | 7 dicembre 1991   |                 |
| 13 | Love, Death, and the Whole Damn Thing |                 | 14 dicembre 1991  |                 |
| 14 | No Hiding Place                       |                 | 4 gennaio 1992    |                 |
| 15 | Sphere Today, Gone Tomorrow           |                 | 11 gennaio 1992   |                 |
| 16 | The Truth Shall Screw You Up          |                 | 1º febbraio 1992  |                 |
| 17 | Married to the Mop                    |                 | 8 febbraio 1992   |                 |
| 18 | Eat Something                         |                 | 15 febbraio 1992  |                 |
| 19 | Catch a Fallen Star                   |                 | 22 febbraio 1992  |                 |
| 20 | Moon Over Miami                       |                 | 29 febbraio 1992  |                 |
| 21 | Rude Awakenings                       |                 | 25 aprile 1992    |                 |
| 22 | The Ex-Factor                         |                 | 2 maggio 1992     |                 |